# Tavrisk
Tavrisk (en ucraniano: Таврійськ, romanizado: Tavriisk; en ruso: Таврийск, romanizado: Tavriysk) es una ciudad ucraniana perteneciente al óblast de Jersón. Situada en el sur del país, forma parte del raión de Kajovka y del municipio (hromada) de Tavrisk.
La ciudad se encuentra ocupada por Rusia desde febrero de 2022 en el marco de la invasión rusa de Ucrania.

## Geografía
Tavrisk está en la orilla izquierda del río Dniéper, ubicada en la confluencia del canal de Crimea del Norte con el embalse de Kajovka. El asentamiento se encuentra 5 km al este de Nueva Kajovka, 10 km al suroeste de Kajovka y 64 km al noreste de Jersón. 

## Historia
La ciudad surgió como un asentamiento y parte de Nueva Kajovka y, de hecho, es la ciudad más joven del óblast de Jerson. El 2 de marzo de 1983, se separó de Nueva Kajovka y se estableció como ciudad independiente.
Hasta el 18 de julio de 2020, Tavrisk pertenecía al municipio de Nueva Kajovka. El municipio se abolió en julio de 2020 como parte de la reforma administrativa de Ucrania, que redujo el número de rayones del óblast de Jersón a cinco. El área del municipio de Nueva Kajovka se fusionó con el raión de Kajovka.
En la invasión rusa de Ucrania, la ciudad fue ocupada por el ejército ruso el 24 de febrero. Los rusos establecieron un puesto de mando móvil en la ciudad e informes no confirmados dijeron que los HIMARS lo destruyeron antes del 12 de julio de 2022. Según fuentes ucranianas, es posible que el general de división Artem Nasbulin muriera en el ataque. El 6 de junio de 2023, se produjo la destrucción del embalse de Kajovka, acción atribuida al ejército ruso, lo cual llevó a la inundación de todos los alrededores de la desembocadura del río Dniéper.

## Demografía
La evolución de la población de Tavrisk entre 1959 y 2022 fue la siguiente:
| 8944                                                          | 10 018 | 10 446 | 11 565 | 11 452 | 11 053 | 11 001 | 10 108 |
| (Fuente: Cities & Towns of Ukraine y UKRAINE: Größere Städte) |        |        |        |        |        |        |        |

Según el censo de 2001, el 77,4% de la población son ucranianos, el 20,3% son rusos y el resto de minorías son principalmente bielorrusos (0,9%). En cuanto al idioma, la lengua materna de la mayoría de los habitantes, el 64,18%, es el ucraniano; del 35,32% es el ruso.

## Economía
La ciudad de Tavrisk está ubicada en el centro de una gran región agrícola y tiene un potencial agrícola significativo. Un poderoso potencial industrial se concentra en la ciudad (industria de procesamiento, industria de la construcción y el transporte, ingeniería mecánica, etc.), la estación de tren de Nueva Kajovka, así como un puerto fluvial. Se ha creado un nuevo puerto para barcos en la ciudad de Tavrisk, equipado con modernos equipos de carga y descarga.

## Infraestructura

### Transporte
La carretera regional P-47, que une Jersón y Geníchesk, atraviesa Tavrisk. Debido a la presencia del puerto fluvial y la estación de tren, Tavrisk es el centro del transporte de carga.  

## Galería

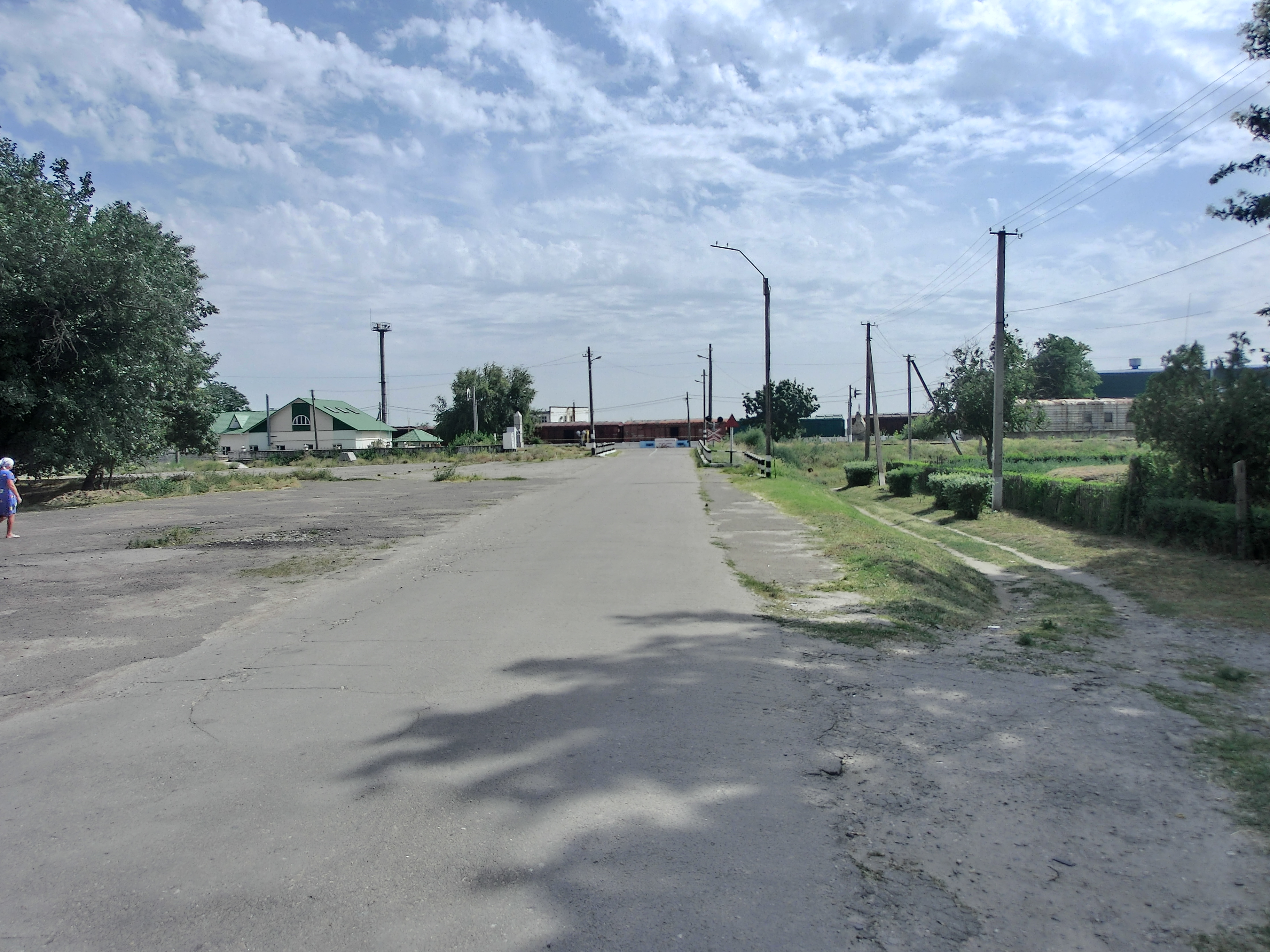
Calle de Tavrisk
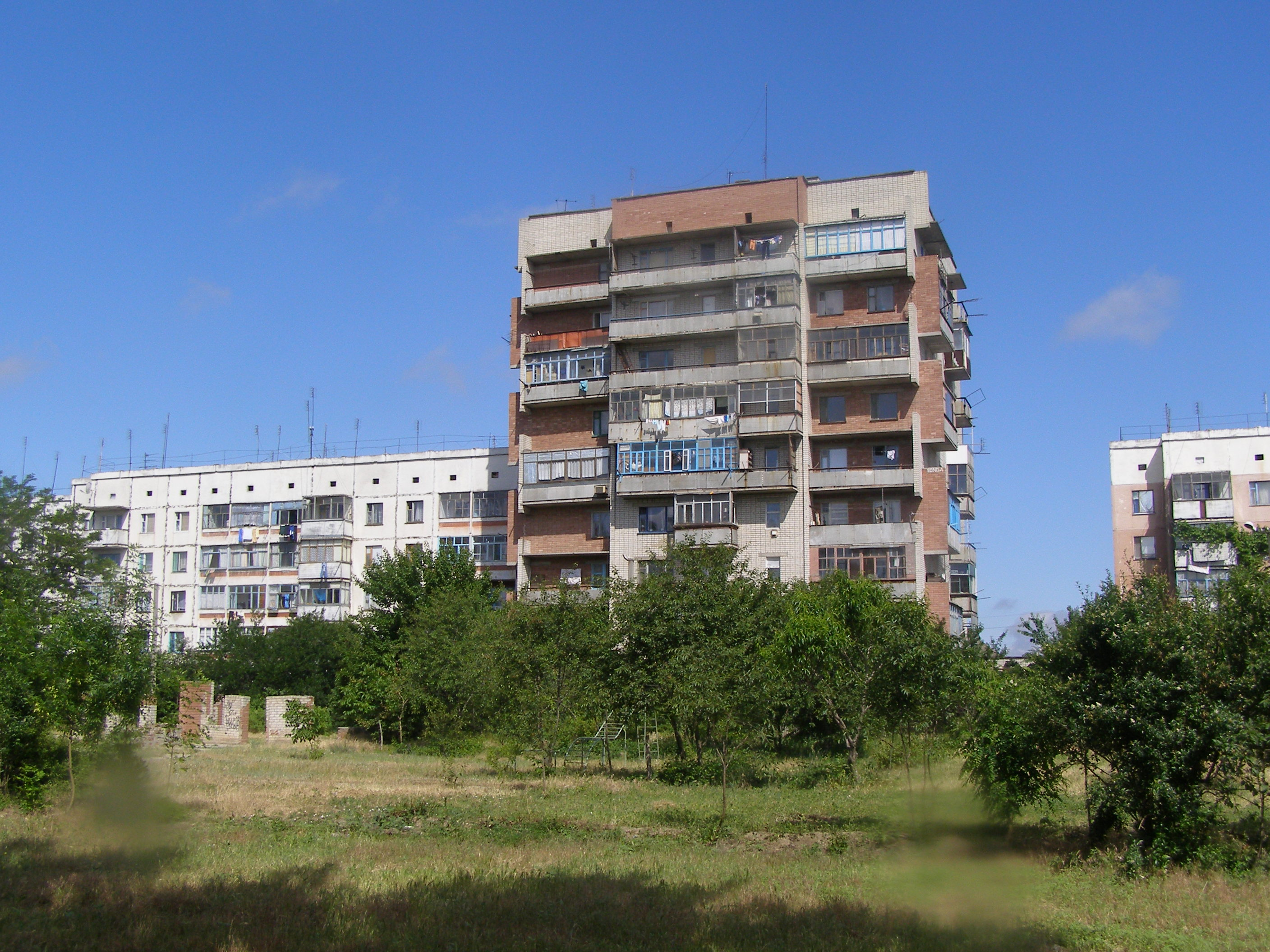
Bloques de pisos
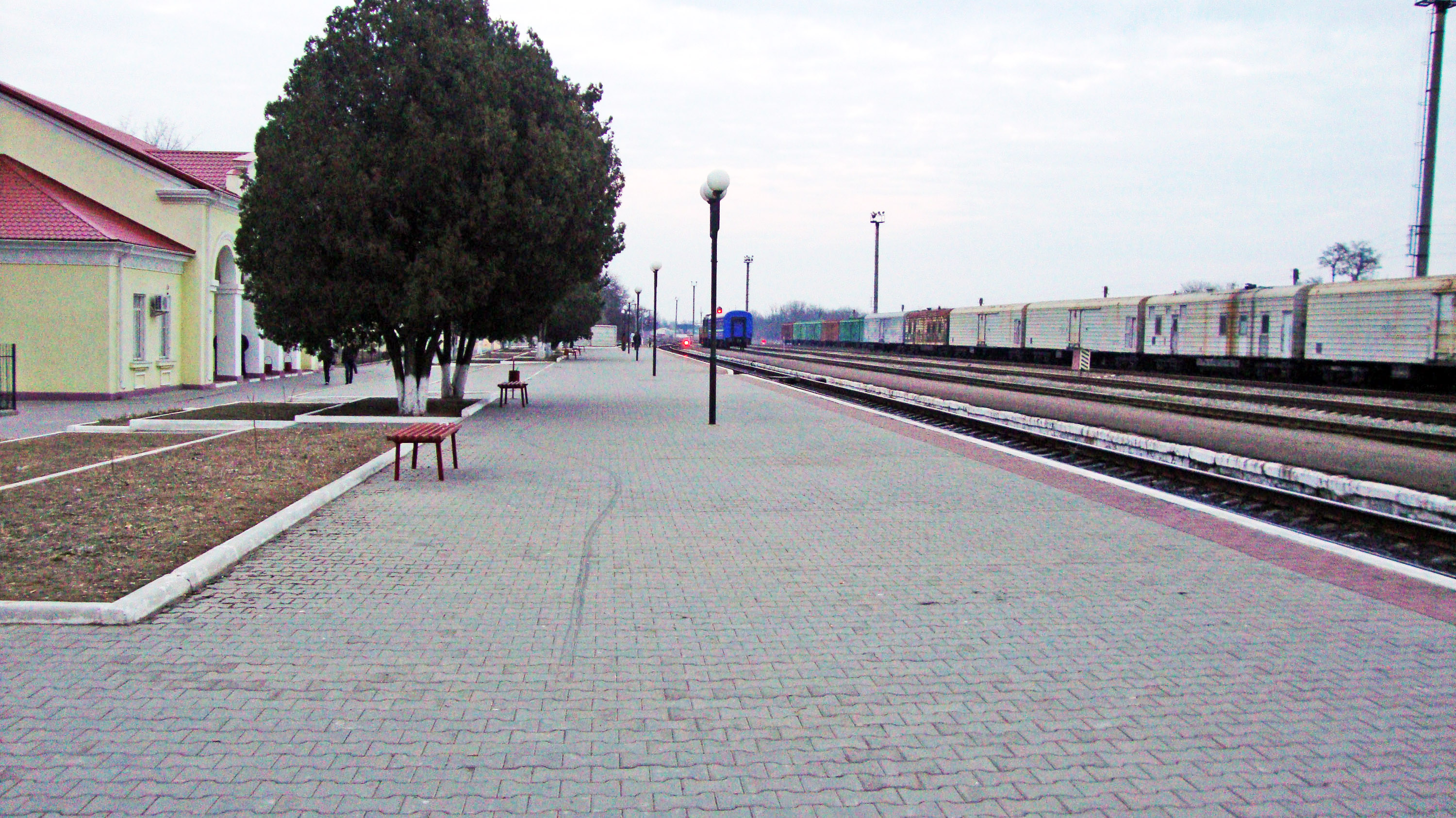
Estación de trenes
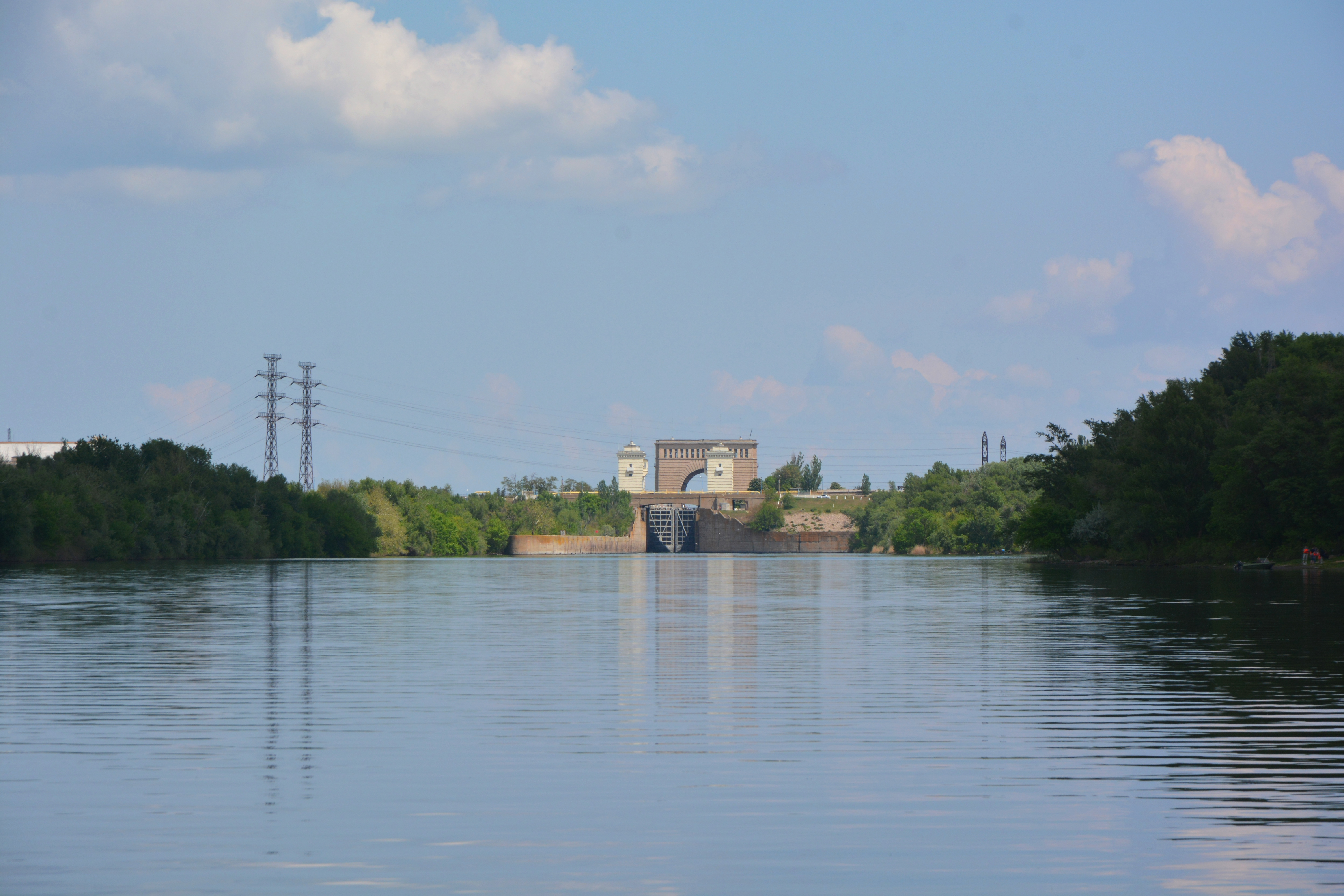
Edificios del embalse de Kajovka